# Chenxi
Chenxi  (en chino, 辰溪; pinyin, Chénxī) es un condado  bajo la administración directa de la Prefectura Huaihua en la Provincia de Hunan, República Popular China.  Su área es de 1987 km² y su población total para 2010 superó los 450 mil habitantes. 

## Administración
Desde abril de 2024, el  Condado Chenxi  se divide en 23 pueblos que se administran en 9 poblados y 14 villas.

## Toponimia
El topónimo Chenxi se compone de los sinogramas Chen (nombre propio) y Xi (arroyo), lo que da como resultado "arroyo Chen", el cual es un afluente del río Yuan.
Al rededor del 205 aC, durante la dinastía Han Occidental, el área que hoy ocupa Chenxi fue conocida como Chenyang (辰阳 al norte del [arroyo] Chen). Para el 589 AD, durante la dinastía Sui, la sede del condado se trasladó a la orilla norte del río Yuan donde confluye con el arroyo Chen. Esta movida llevó a que se cambiara el nombre de Chenyang a Chenxi. El cambio de nombre se hizo para reflejar su ubicación geográfica en la confluencia de este importante afluente.